# Géza Csapó
Géza Csapó (n. 29 decembrie 1950, Szolnok, Județul Jász-Nagykun-Szolnok, Ungaria – d. 14 septembrie 2022, Seghedin, Ungaria) a fost un caiacist ce a reprezentat Ungaria, medaliat olimpic. A participat la 2 ediții ale Jocurilor Olimpice (1972, 1976) în care a câștigat o medalie de argint și o medalie de bronz.